# Cornplanter
Cornplanter (Nueva York, 1740-Warren, Pensilvania, 1836) conocido como Gaiänt'wakê (Gyantwachia, "el plantador") o Kaiiontwa'kon (Kaintwakon, "por lo que se planta") en idioma seneca y, por lo tanto, conocido generalmente como Cornplanter, fue un jefe guerrero y diplomático del pueblo seneca holandés. Como jefe de guerra, Cornplanter luchó en la guerra de Independencia de los Estados Unidos del lado de los británicos. Después de la guerra, Cornplanter dirigió las negociaciones con los Estados Unidos y fue signatario del Tratado de Fort Stanwix (1784), el Tratado de Canandaigua (1794) y otros tratados. Ayudó a garantizar la neutralidad de los senecas durante la guerra de los indios del noroeste.
En los años de posguerra, Cornplanter se esforzó por aprender más sobre la cultura euroamericana e invitó a los cuáqueros a establecer escuelas en el territorio de los senecas. Después de la guerra anglo-estadounidense de 1812, se desilusionó por la mala reacción de su pueblo ante la sociedad euroamericana. Hizo cerrar las escuelas y se adhirió al movimiento de su medio hermano Handsome Lake para volver a las costumbres y la religión tradicionales de los senecas.
En 1796, el gobierno de los Estados Unidos le concedió unas 1500 hectáreas del antiguo territorio de los senecas en Pensilvania para "él y sus herederos para siempre", que se conoció como Cornplanter Tract. Sin embargo, el gobierno federal comenzó la construcción de la presa Kinzua en el río Allegheny en 1960. Cuando se completó la presa, Cornplanter Tract se inundó y la mayoría de los pocos residentes que quedaban se mudaron a la reserva Allegany de la nación seneca de Nueva York, reconocida por el gobierno federal. Antes de que se produjera la inundación, se reubicaron los restos de Cornplanter, sus descendientes y un monumento de 1866 en su honor.